# ミリアム・スティーブンソン
ミリアム・ジャクリーン・スティーブンソン（Miriam Jacqueline Stevenson、1933年7月4日 - ）は、アメリカ合衆国のテレビ司会者。1954年、米国代表として初のミス・ユニバースに選ばれる。

## 経歴
1933年7月4日、サウスカロライナ州ウィンズボロに生まれる。
1954年7月24日、サウスカロライナ代表としてカリフォルニア州ロングビーチで開催されたミスUSA大会に出場。優勝し、ミス・ユニバースの参加資格を得る。同日、同地で開催されたミス・ユニバース1954で優勝、第3代ミス・ユニバースとなる。

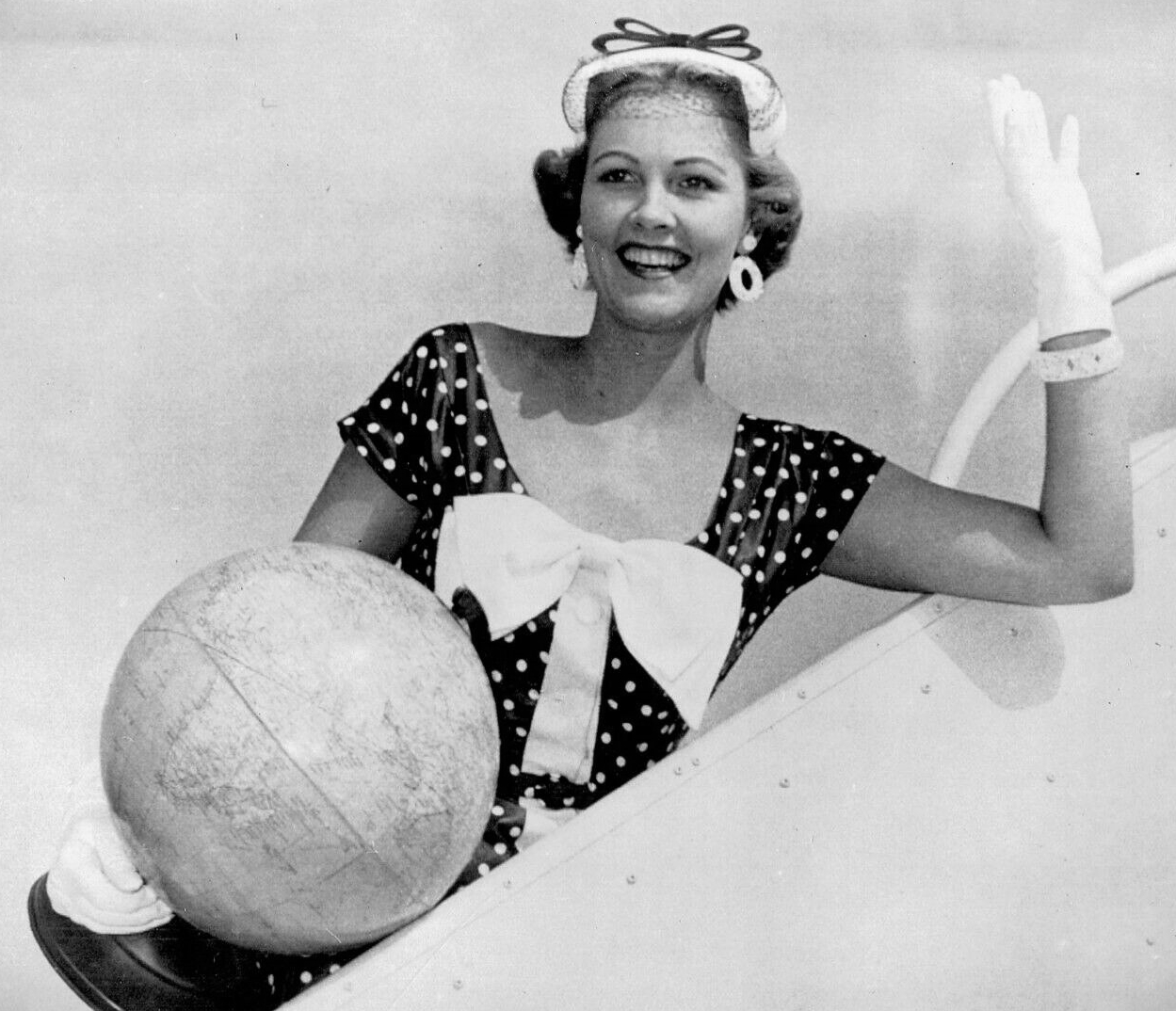
ミス・ユニバース1954

ブラジル代表のマーサ・ロチャと同点で並ぶも、同点決勝で彼女が選ばれた。都市伝説によると、当時主要スポンサーだったカタリナの意向により、同社の水着が似合う体型の持ち主にミスの王冠が渡されたという。マーサのヒップは彼女のそれより2インチ大きかった。ミス・ユニバースの賞品の自動車を、彼女は残念賞（consolatory prize）としてマーサに譲渡している。
ミスとしての1年間の任期の間、ユニバーサル・スタジオと契約する。1954年、TVシリーズ『The Colgate Comedy Hour』に出演(本人役)。
その後、地元サウスカロライナに戻り、コロンビア市のテレビ局WIS-TVで司会者となる。ここで将来の夫であるDonald Uptonと出会う。二人は結婚し、二児を儲ける。
1959年、TVシリーズ『To Tell the Truth』に出演(本人役)。